# Верхній Аз'ял
Верхній Аз'я́л (рос. Верхний Азъял, марій. Кӱшыл Азъял) — присілок у складі Волзького району Марій Ел, Росія. Входить до складу Пет'яльського сільського поселення.

## Населення
Населення — 195 осіб (2010; 219 у 2002).
Національний склад (станом на 2002 рік):
- марі — 98 %